# 愛情魔力
〈愛情魔力〉（英語："Enchanted"）是美國創作歌手泰勒·斯威夫特的一首歌曲，收錄於其第三張錄音室專輯《愛的告白》(2010) 中。由斯威夫特及內森·查普曼一起製作，這首歌是關於第一次見到某人後迷戀他們，並擔心最初的感覺是否會得到回報。這是一首強力謠曲，每首副歌後都有原聲吉他漸變，導致和諧分層的尾聲。
2010年《愛的告白》發行後，《愛情魔力》登上了加拿大百強單曲榜（第95位）和美國Billboard百強單曲榜（第75位）。 它獲得了美國唱片業協會（RIAA）的黃金認證。 斯威夫特將這首歌列入了她三場世界巡演的設定名單，即愛的告白世界巡迴演唱會（2011-2012年）、1989世界巡迴演唱會（2015年）和時代巡迴演唱會（2023年），並在她其他音樂會的特定日期表演。
2021年10月至11月，在TikTok共享應用程式上病毒式传播後，《愛情魔力》在加拿大百強單曲榜上達到了新的高峰（47）。 它還在澳大利亞（50）和新加坡（14）上榜，並於2021年12月被澳大利亞唱片業協會（ARIA）認證為金唱片。

## 背景與發行
泰勒·斯威夫特於2010年10月25日發行了她的第三張錄音室專輯《愛的告白》,她自己寫了所有14首專輯曲目，斯威夫特寫了《愛情魔力》，講述了一個她在紐約市親自見到他後迷戀的男人，以及她希望如何繼續這種關係。她在歌詞中故意使用“wonderstruck”一詞，因為主體在他們見面後給斯威夫特的一封電子郵件中使用了它。在專輯小冊子中，斯威夫特將歌曲的隱藏訊息包含為“A-D-A-M”，《愛情魔力》最初是《愛的告白》的主打歌，但斯威夫特在諮詢了大機器唱片總裁Scott Borchetta後更改了專輯名稱，Scott Borchetta認為《愛情魔力》不適合專輯的成人視角。
這張專輯發行後，媒體推測這首歌的主題是音樂專案貓頭鷹之城的創始人、創作歌手亞當·楊，2011年2月13日，楊在貓頭鷹之城的網站上回覆說，在他們第一次見面後，他也迷上了斯威夫特，他上傳了他的翻唱《愛情魔力》，其中他更改了一些歌詞，直接指向了斯威夫特。 他唱道：“我從來沒有愛過別人/我從來沒有人等過我/因為你是我所有的夢想成真/我只希望你知道/泰勒我太愛你了；”回應原版的歌詞，“請不要愛上別人/請不要有人在等你。”，儘管媒體進行了猜測，但斯威夫特從未證實或否認楊是這首歌的主題，她也從未迴應楊的封面。
2011年10月，斯威夫特與伊麗莎白·阿登公司合作，釋出了她的香水品牌“Wonderstruck”，其名稱引用了《愛情魔力》的歌詞,在《Wonderstruck》獲得成功後，她於2012年7月釋出了第二個香水品牌“Wonderstruck Enchanted”；這兩種香水都源於童話主題“Enchanted”，即第一次見面後被某人迷惑。

## 音樂及歌詞
在音樂上，《愛情魔力》是一首強力謠曲，這首歌以溫和的原聲吉他開始，每首歌詞“我著迷於見到你”之後都會漸強，接近這首歌的結論是一首和諧分層的尾聲，以多軌斯威夫特的人聲為特色，英國廣播公司音樂評論家馬修·霍頓將其描述為一首流行歌曲，根據《滾石》雜誌的羅布·謝菲爾德的說法，《愛情魔力》包括搖滾的影響，《每日電訊報》將其描述為一首老派的鄉村歌曲，但來自《告示牌》的布列塔尼·麥肯納認為這首歌“超出了鄉村音樂的界限”。
《愛情魔力》描述了與一個特殊人物相遇的後果，卻不知道迷戀是否會得到回報，歌詞以童話般的底色來描述浪漫，這首歌以斯威夫特第一次遇到她的愛人的場景開場：“你的眼睛低聲說‘我們見面了嗎？’ /在房間對面，你的輪廓開始向我走來，”在重複的吉他和弦上，橋段是她最喜歡的部分，因為它代表了她在寫這首歌時的意識流：“請不要愛上別人/請不要有人在等你。”，她說：“在某一時刻準確地寫下你的想法感覺很好。”

## 現場演出

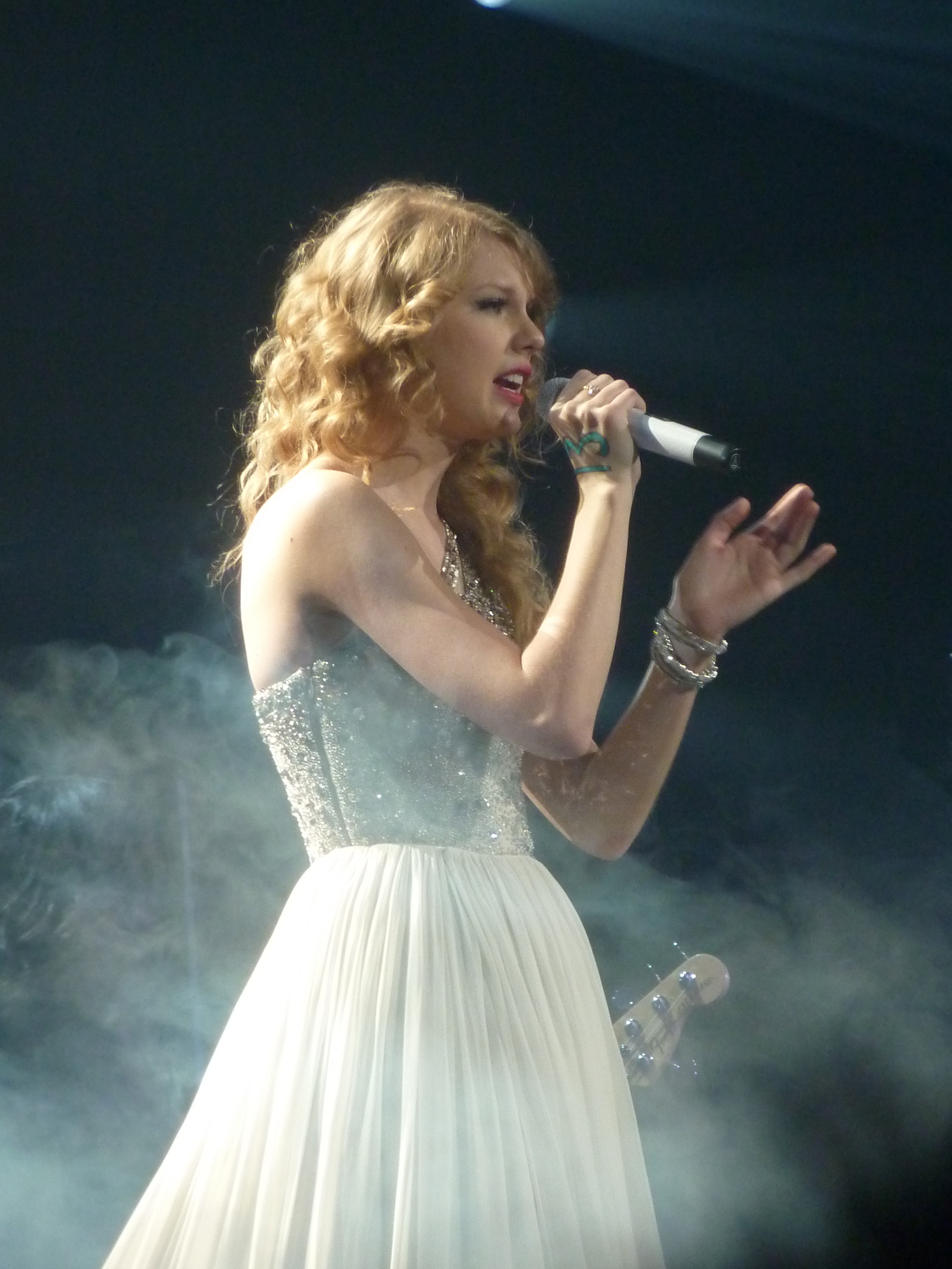
斯威夫特在愛的告白世界巡迴演唱會上表演《愛情魔力》（2011年攝於巴黎）

斯威夫特的《愛情魔力》第一次現場表演是在2010年11月25日全國廣播公司播出的感恩節特別節目中，電視特別節目展示了專輯的製作以及紐約市屋頂上的現場表演，斯威夫特將《愛情魔力》列入了她的愛的告白世界巡迴演唱會（2011-2012）的設定名單中，在演唱會期間，她穿著睡衣在蜿蜒的樓梯上表演，芭蕾舞演員在這首歌的背景中跳舞，在1989世界巡迴演唱會（2014）上的表演中，她包括了《愛情魔力》和《狂野之夢》的混音表演。此外，歌曲亦成為重錄版本發售前《愛的告白》前中唯一一首列入時代巡迴演唱會（2023）設定名單中的歌曲。
Swift在她其他巡演的特定日期中加入了《愛情魔力》。 在紅色巡迴演唱會（2012-2013年）期間，她在丹佛和波特蘭的演出中表演了《愛情魔力》，2018年7月22日，她還在大都會人壽體育場舉行的舉世盛名體育場巡迴演唱會上表演了這首歌。

## 專業評價
在《滾石》雜誌對《愛的告白》的評論中，謝菲爾德評論說，斯威夫特的“聲音沒有受到影響，足以掩蓋她作為歌手的多麼精湛”，他將《愛情魔力》列為斯威夫特發行的最佳歌曲之一，強調和諧分層的尾聲是“恩典政變”。《衛報》的亞歷克斯·麥克弗森讚揚了這首歌展示了“斯威夫特以驚人的準確性捕捉情感的本能——直到歌曲結束時潛入其中的恐懼”。BBC Music的馬修·霍頓讚揚了其對廣播友好的製作，《偏鋒雜誌》評論家Jonathan Keefe讚揚了該作品展示了斯威夫特的歌曲創作技巧，選擇了《愛情魔力》作為專輯的亮點之一。
《告示牌》的艾琳·斯特雷克將其列為2014年名單中第四首被低估的泰勒·斯威夫特歌曲，《每日電訊報》將其列入2014年斯威夫特十大歌曲名單。在斯威夫特唱片的另一個排名中，來自雜誌《Paste》的Jane Song將《愛情魔力》列為斯威夫特發行的十大最佳歌曲之一，讚揚了斯威夫特的歌曲創作，從而產生了迷人的敘事。《NME》的Hannah Mylrea特別強調了這首曲目的“巨大的令人陶醉的樂器和[...]衷心的合唱”。雜誌《Vulture》的Nate Jones讚揚了製作，但評論說這首歌“不需要六分鐘長”。

## 商業表現
在《愛的告白》發行後，2010年11月13日，《Enchanted》進入美國告示牌百強單曲榜，排名第75位，《告示牌》數碼歌曲榜排名第44位，告示牌熱門鄉村歌曲銷售榜排名第11位。這首歌在加拿大百強單曲榜上排名第95位。2014年，美國唱片業協會（RIAA）根據銷售和串流媒體認證了《愛情魔力》超過50萬歌曲等效單位的黃金唱片。
2021年10月至11月，《愛情魔力》在影片共享應用程式TikTok上病毒式傳播後人氣復甦。在美國，2021年10月27日當週，《愛情魔力》積累了100多萬個串流點播；接下來的一週，它獲得了300多萬次串流點播。這首歌出人意料地受歡迎程度是“SwiftTok”的一部分，"SwiftTok"是使用斯威夫特的歌曲製作TikTok影片的主題標籤，《愛情魔力》在《Billboard》全球二百強單曲榜上最高排名第55位，它在加拿大百強單曲榜上達到了一個新的高峰，排名第47位，這首歌登上了澳大利亞（第50位）和新加坡（第14位）的單曲排行榜。2021年12月，澳大利亞唱片業協會（ARIA）認證這首歌為金唱片。這首歌在告示牌的鄉村流媒體歌曲榜中進入了前十名，並進入了另外兩個公告牌的元件排行榜：數字歌曲銷售和流媒體歌曲

## 製作人員
製作人員來自Tidal
- Taylor Swift——人聲、詞曲作者、製作人、原聲吉他

- Nathan Chapman——製作人，原聲吉他，班卓琴，低音吉他，數字鋼琴，電吉他，曼陀林，風琴，鋼琴，合成器
- Chris Carmichael – 絃樂編曲器，絃樂
- Tim Lauer – hammond B3，鋼琴
- Bryan Sutton – 原聲吉他
- Amos Heller – 低音吉他
- Tim Marks – 低音吉他
- Tommy Sims – 低音吉他
- John Gardner – 鼓
- Nick Buda – 鼓
- Shannon Forrest – 鼓
- Grant Mickelson – 電吉他
- Mike Meadows – 電吉他
- Paul Sidoti – 電吉他
- Rob Hajacos – 小提琴
- Al Wilson – 打擊樂
- Eric Darken – 打擊樂
- Smith Curry – 鋼吉他

## 榜單表現
| 榜單（2010年）                      | 最高排位 |
| ----------------------------------- | -------- |
| 加拿大（加拿大百強單曲榜）          | 95       |
| 美國（《Billboard》百強單曲榜）     | 75       |
| 美國熱門鄉村歌曲榜（《Billboard》） | 11       |

| 榜單（2021年）                      | 最高排位 |
| ----------------------------------- | -------- |
| 澳洲（澳洲唱片業協會榜）            | 50       |
| 加拿大（加拿大百強單曲榜）          | 47       |
| 全球二百強單曲榜（《Billboard》）   | 55       |
| 馬來西亞（馬來西亞唱片業協會）      | 11       |
| 新加坡（新加坡唱片業協會）          | 14       |
| 英國流媒體（官方榜單公司）          | 74       |
| 美國百強經常性熱門（《Billboard》） | 4        |
| 美國數碼歌曲榜（《Billboard》）     | 37       |
| 美國流媒體（《Billboard》）         | 32       |
| 美國鄉村音樂流媒體（《Billboard》） | 9        |

| 榜單（2023年）          | 最高排位 |
| ----------------------- | -------- |
| 菲律賓（《Billboard》） | 21       |

## 銷量認證
| 地區                         | 認證 | 認證單位/銷量 |
| ---------------------------- | ---- | ------------- |
| 澳洲（澳洲唱片業協會）       | 黃金 | 35,000‡       |
| 英國（英國唱片業協會）       | 銀   | 200,000‡      |
| 美國（美國唱片業協會）       | 黃金 | 500,000‡      |
| ‡僅基於認證的銷售+流媒體數字 |      |               |